# Leonid Krasnov
Pour les articles homonymes, voir Krasnov.
Leonid Krasnov, né le 24 janvier 1988 à Léningrad, est un coureur cycliste russe. Il pratique le cyclisme sur route et le sur piste.

## Palmarès sur piste

### Coupe du monde
- 2008-2009
  - 1er de la poursuite par équipes à Cali (avec Vladimir Shchekunov, Valery Kaykov et Arthur Ershov)
  - 3e de la poursuite par équipes à Pékin

## Palmarès sur route

### Par années
- 2008
  - 5e étape du Tour de Zamora
  - 6e étape du Tour de Palencia
- 2011
  - Trofeo Ayuntamiento de Zamora
- 2012
  - 5e étape du Grand Prix de Sotchi
  - 3e étape du Tour de Chine II
  - 1re étape du Tour de Hainan
  - 2e du Jurmala GP
- 2013
  - 1rea étape du Tour d'Estonie
  - 2e du Grand Prix de Moscou
- 2014
  - Grand Prix de Moscou

### Classements mondiaux
| Année           | 2007  | 2008  | 2009 | 2010 | 2011  | 2012 | 2013 | 2014 |
| --------------- | ----- | ----- | ---- | ---- | ----- | ---- | ---- | ---- |
| UCI Asia Tour   |       |       |      |      |       | 118e | 28e  | 353e |
| UCI Europe Tour | 1447e | 1139e |      |      | 1087e | 196e | 106e | 264e |